# Hilton Waikoloa Village USTA Challenger 2006
L'Hilton Waikoloa Village USTA Challenger 2006 è stato un torneo di tennis facente parte della categoria ATP Challenger Series nell'ambito dell'ATP Challenger Series 2006. Il torneo si è giocato a Waikoloa negli Stati Uniti dal 23 al 29 gennaio 2006 su campi in cemento.

## Vincitori

### Singolare
Frank Dancevic ha battuto in finale  Lu Yen-hsun con il punteggio di 6(15)–7, 6–2, 6–2

### Doppio
Michael Kohlmann /  Cecil Mamiit hanno battuto in finale  Scott Lipsky /  David Martin con il punteggio di 6–3, 6–4